# Флашер
Флашер (фр. Flachères) — коммуна во Франции, находится в регионе Рона — Альпы. Департамент коммуны — Изер. Входит в состав кантона Ле-Гран-Лем. Округ коммуны — Ла-Тур-дю-Пен.
Код INSEE коммуны — 38167. Население коммуны на 1999 год составляло 301 человек. Населённый пункт находится на высоте от 530 до 641 метров над уровнем моря. Муниципалитет расположен на расстоянии около 440 км юго-восточнее Парижа, 50 км юго-восточнее Лиона, 45 км северо-западнее Гренобля. Мэр коммуны — Armand Quillon, мандат действует на протяжении 2001—2008 гг.
Динамика населения (INSEE):